# TaxSlayer Bowl 2016 (janvier)
Ne doit pas être confondu avec TaxSlayer Bowl 2016 (décembre), joué dans le cadre de la saison universitaire 2016.
Match précédent Match suivant
Le Gator Bowl 2016 est un match de football américain de niveau universitaire  joué après la saison régulière de 2015, le 2 janvier 2016 au EverBank Field de Jacksonville en Floride. 
Il s'agissait de la 71e édition du Gator Bowl.
Le match a mis en présence les équipes de Penn State issue de la Big Ten Conference et de Georgia issue de la Southeastern Conference.
Il a débuté à 12:00 heure locale et a été retransmis en télévision sur ESPN et en radio sur ESPN Radio.
Sponsorisé par la société TaxSlayer, le match fut officiellement dénommé le TaxSlayer Bowl 2016.
Georgia gagne le match sur le score de 24 à 17.

## Présentation du match
| Équipes                                                                                              | Conférences | Entraîneurs                   | Stats. saison rég. |
| --- | ----------- | ----------------------------- | ------------------ |
| Nittany Lions de Penn State                                                                          | Big Ten     | James Franklin                | 7-5                |
| Bulldogs de la Géorgie                                                                               | SEC         | Bryan McClendon (intérimaire) | 9-3                |
| Arbitre : Mike Mothershed (Pac-12) Équipe donnée favorite par les bookmakers : Georgia à 6½ contre 1 |             |                               |                    |

Il s'agit de la 2e rencontre entre ces deux équipes, la première ayant eu lieu en 1982 (victoire de Penn State 27 à 23 à Reno (Nevada)).

### Nittany Lions de Penn State
Avec un bilan global en saison régulière de 7 victoires et 5 défaites, Penn State est éligible et accepte l'invitation pour participer au TaxSlayer Bowl de 2016.
Ils terminent 4e de la East Division de la Big 10 derrière #6 Michigan State, #4 Ohio State et #12 Michigan, avec un bilan en division de 4 victoires et 4 défaites.
À l'issue de la saison 2015 (bowl compris), ils n'apparaissent pas dans les classements CFP , AP et Coaches.
Il s'agit de leur 5e participation au TaxSlayer Bowl précédemment dénommé Gator Bowl :
- Victoire 30 à 15 lors du Gator Bowl 1961 contre Georgia Tech.
- Défaite 7 à 17 lors du Gator Bowl 1962 contre Florida.
- Nul 147 à 17 lors du Gator Bowl 1967 contre Florida State.
- Défaite 9 à 20 lors du Gator Bowl 1976 contre Notre Dame.

### Bulldogs de la Géorgie
Avec un bilan global en saison régulière de 9 victoires et 3 défaites, Georgia est éligible et accepte l'invitation pour participer au TaxSlayer Bowl de 2015.
Ils terminent 3e de la East Division de la SEC derrière #25 Florida et #22 Tennessee, avec un bilan en division de 5 victoires et 3 défaites.
À l'issue de la saison 2015 (bowl compris), ils n'apparaissent pas dans les classements CFP , AP et Coaches.
Il s'agit de leur 5e participation au TaxSlayer Bowl précédemment dénommé Gator Bowl :
- Nul 20 à 20 lors du Gator Bowl 1947 contre Maryland.
- Victoire 7 à 3 lors du Gator Bowl 1971 contre North Carolina.
- Victoire 34 à 27 lors du Gator Bowl 1989 contre Michigan State.
- Défaite 19 à 24 lors du Gator Bowl 2014 contre Nebraska.

## Résumé du match
Début du match à midi heure locale, fin à 03:23 pour une durée de 03:23.
Le temps est nuageux, température de 57 °F (14 °C), vent de NNO de 12 miles/heure.
| QT          | Temps       | Drive       | Drive       | Drive       | Équipe      | Description de l'action | Score | Score |
| QT          | Temps       | Jeux        | Yards       | TDP         | Équipe      | Description de l'action | PSU   | UGA   |
| ----------- | ----------- | ----------- | ----------- | ----------- | ----------- | --- | ----- | ----- |
| 1           | 07:02       | 7           | 26          | 02:53       | UGA         | FG de 44 yards par K Marshall Morgan | 0     | 3     |
| 2           | 08:08       | 8           | 72          | 03:44       | PSU         | FG de 34 yards par K Tyler Davis | 3     | 3     |
| 2           | 06:46       | 3           | 72          | 01:22       | UGA         | TD de 44 yards par WR Malcolm Mitchell à la suite d'une réception de passe de WR Terry Godwin + 1 point de conversion par K Marshall Morgan | 3     | 10    |
| 2           | 00:24       | 7           | 58          | 01:50       | UGA         | TD de 17 yards par WR Terry Godwin à la suite d'une réception de passe de QB Greyson Lambert + 1 point de conversion par K Patrick Beless   | 3     | 17    |
| 3           | 04:15       | 7           | 56          | 02:52       | UGA         | TD à la suite d'une course de 21 yards par RB Sony Michel + 1 point de conversion par K Patrick Beless                                      | 3     | 24    |
| 4           | 14:53       | 9           | 75          | 04:22       | PSU         | TD de 147 yards par TE Geno Lewis à la suite d'une réception de passe de QB Trace McSorley + 1 point de conversion par K Tyler Davis        | 10    | 24    |
| 4           | 06:14       | 7           | 58          | 03:04       | PSU         | TD de 20 yards par WR DaeSean Hamilton à la suite d'une réception de passe de QB Trace McSorley + 1 point de conversion par K Tyler Davis   | 17    | 24    |
| Score final | Score final | Score final | Score final | Score final | Score final | Score final | 17    | 24    |

## Statistiques
| Statistiques par Équipes               | Statistiques par Équipes | Statistiques par Équipes |
| Statistiques                           | PSU                      | UGA                      |
| -------------------------------------- | ------------------------ | ------------------------ |
| 1er downs                              | 16                       | 17                       |
| Conversion de 3e Down                  | 4/18                     | 4/14                     |
| Conversion de 4e Down                  | 4/6                      | 0/1                      |
| Jeux–yards                             | 74 jeux pour 401 yards   | 64 jeux pour 327 yards   |
| Yards à la course                      | 120                      | 166                      |
| Yards à la passe                       | 281                      | 161                      |
| Passes : Réussies-Tentées-Interceptées | 22/42, 1 Int.            | 12/23, 0 Int.            |
| Réussite en zone rouge/chances         | 3/3                      | 1/1                      |
| TD                                     | 2                        | 3                        |
| Field Goals                            | 1                        | 1                        |
| Sacks (Nombre-Yards gagnés)            | 2/18 yards gagnés        | 0/0                      |
| Fumbles (Nombre/Perdus)                | 1/0                      | 1/0                      |
| Pénalités (Nombre/Yards perdus)        | 6 pour 39 yards perdus   | 5 pour 45 yards perdus   |
| Temps de possession                    | 31:22                    | 28:38                    |

| Meilleur Joueur (MVP) | Meilleur Joueur (MVP) | Meilleur Joueur (MVP) |
| --------------------- | --------------------- | --------------------- |
| Nom                   | Équipe                | Poste                 |
| Terry Goodwin         | WR                    | Georgia               |

| Statistiques Individuelles | Statistiques Individuelles | Statistiques Individuelles               |
| -------------------------- | -------------------------- | ---------------------------------------- |
| Quaterbacks                |                            |                                          |
| PSU                        | Trace McSorley             | 14/27, 142 yards, 2 TDs, 0 Int.          |
| UGA                        | Greyson Lambert            | 10/20, 115 yards, 1 TD, 0 Int.           |
| Meilleurs Coureurs         |                            |                                          |
| PSU                        | Saquon Barkley             | 17 courses pour 69 yards nets gagnés     |
| UGA                        | Sony Michel                | 20 courses pour 85 yards et 1 TD         |
| Meilleurs Receveurs        |                            |                                          |
| PSU                        | Chris Godwin               | 6 réceptions pour 133 yards nets, 0 TD   |
| UGA                        | Malcolm Mitchell           | 5 réceptions pour 114 yards nets et 1 TD |
| Meilleurs Tackleurs        |                            |                                          |
| PSU                        | Brandon Bell               | 8 tacles en solo et 3 assistes           |
| UGA                        | Aaron Davis                | 7 tacles en solo et 1 assiste            |